# Piotr Zaremba (urbanista)
Piotr Zaremba (ur. 10 czerwca 1910 w Heidelbergu, zm. 8 października 1993 w Szczecinie) – polski urbanista, współtwórca polskiej szkoły planowania przestrzennego, pierwszy polski prezydent Szczecina (1945–1950), prof. dr inż. dróg i mostów, inicjator utworzenia Szkoły Inżynierskiej w Szczecinie związany z Wydziałem Budownictwa i Architektury Politechniki Szczecińskiej, współorganizator Uniwersytetu Szczecińskiego, członek rzeczywisty PAN. Budowniczy Polski Ludowej.

## Życiorys

### Petersburg, Warszawa, Poznań, Lwów (1910–1939)
Matka Piotra Zaremby, Nadzieja Jadwiga von Herwarth, była Niemką. Ojciec (również Piotr), potomek szlacheckiego patriotycznego rodu Zarembów, osiadłego w Wielkopolsce już w XIII wieku (zob. Arkembold Zaremba, Andrzej Zaremba, Józef Zaremba, Marcin Zaremba) – przed wybuchem I wojny światowej służył w armii carskiej jako oficer, a później był dyrektorem banku w Moskwie. Członkowie rodziny brali udział w walkach o wyzwolenie Polski. Podpułkownik Piotr Zaremba (senior) był adiutantem, osobistym sekretarzem i przyjacielem gen. Hallera. Wraz z nim w 1918 roku odpłynął z Murmańska do Anglii. Do Polski przybył wraz z Armią Błękitną. W Warszawie spotkał się z żoną, która przyjechała tam z Petersburga z dwoma synami – Piotrem i Pawłem – w roku 1917.
Piotr Zaremba (junior) ukończył w Warszawie szkołę powszechną. Od 1926 roku kontynuował naukę w Poznaniu, gdzie rodzina musiała się wówczas przenieść. Był uczniem I Liceum im. Karola Marcinkowskiego (jego kolegą był Jerzy Waldorff i Kazimierz Flatau). Już wówczas przejawiał zainteresowania filatelistyką i planami miast (rysował plany miast istniejących i wymyślanych). W latach 1930–1934 studiował na Wydziale Inżynierii Lądowej i Wodnej Politechniki Lwowskiej. We Lwowie odbył też szkolenie wojskowe. Przebywał na stażach zawodowych we Francji i w Anglii.

Zmiany terytorialne po II wojnie światowej z punktu widzenia Polski – jeden z efektów porozumień wielkiej trójki w sprawie powojennego porządku światowego po pokonaniu państw Osi. Przebieg granicy między strefą wpływów ZSRR i aliantów zachodnich długo nie był uzgodniony.

W latach 1934–1939 pracował zawodowo w Poznaniu jako projektant i kierownik pracowni obrony cywilnej m. Poznania. Utrzymywał kontakty z przedstawicielami endecji, zainteresowanymi poszerzeniem dostępu Polski do morza, m.in. z Eugeniuszem Kwiatkowskim.

### Poznań pod okupacją (1939–1945)
1 września 1939 został zastępcą komendanta obrony przeciwlotniczej. W Poznaniu przebywał przez cały okres okupacji niemieckiej. Pracował m.in. fizycznie w Zarządzie Zieleni Miejskiej oraz jako robotnik budowlany. Był też kreślarzem w niemieckiej firmie budowlanej. Brał udział w opracowywaniu projektu rozbudowy poznańskiej Malty. Współpracował z Armią Krajową – w konspiracji prowadził badania, związane z możliwością przejęcia przez Polskę ujścia Odry, m.in. studiując Atlas Słowiańszczyzny Zachodniej księdza Stanisława Koziorowskiego oraz szczeciński Pommersche Zeitung, który prenumerował od 1941 roku. W 1942 roku odwiedził i oglądał Szczecin.

### Luty-kwiecień 1945 roku
Walki między wojskami radzieckimi i niemieckimi o Poznań zakończyły się 23 lutego 1945 roku. Piotr Zaremba był do kwietnia tegoż roku, kolejno: wicedyrektorem Wydziału Technicznego Zarządu Miejskiego w Poznaniu i dyrektorem Biura Planowania Regionalnego Pomorza Zachodniego. Już w lutym roku wypełnił ankietę, w której zadeklarował wyjazd na tereny przyłączone do Polski; wpisał: „Gdańsk bądź inny port, np. Szczecin” (podobny zamiar wyraził w 1943 roku, w rozmowie ze znajomym architektem Stanisławem Kirkinem. Uważał, że zagospodarowanie „Ziem Odzyskanych” jest dużym nowym wyzwaniem dla urbanisty.
Będąc 24 i 25 marca w Warszawie, w sprawach związanych z planami utworzenia w Poznaniu uczelni technicznej, odwiedził Biuro Ziem Zachodnich oraz Biuro Planowania i Odbudowy przy Prezydium Rady Ministrów Rządu Tymczasowego, gdzie zgłosił chęć objęcia placówki związanej z „planowaniem regionalnym”. 28 marca został „delegatem Biura Planowania i Odbudowy na rejon Pomorza Szczecińskiego”. Na początku kwietnia organizował w Poznaniu grupę fachowców, chętnych do obsadzenia placówek polskiej administracji w powiatach tego rejonu. Ekipa wyjechała do Piły – pierwszej siedziby władz rejonu – 16 kwietnia wraz z Leonardem Borkowiczem, nowo powołanym Pełnomocnikiem Rządu na Pomorze Zachodnie.
Po przybyciu do Piły szybko zorientował się, że w obwodowych biurach techniczno-budowlanych brakuje kadr. Poszukując w Poznaniu dodatkowych fachowców usłyszał 27 kwietnia nadawany przez głośnik komunikat Radzieckiego Biura Informacyjnego: Szczecin został zajęty przez Armię Czerwoną (65 Armia pod dowództwem gen. Pawła Batowa, zob. historia Szczecina po II wojnie światowej). U zastępcy Pełnomocnika Rządu (przebywającego w tym dniu w Warszawie) znajdowała się już pilna depesza radiotelegraficzna:

Warszawa, 27 kwietnia 1945 roku

Zastępca Pełnomocnika Rządu R.P. przy 1 Białoruskim Froncie,
kapitan Jaśkiewicz Wiktor

Niezwłocznie obsadzić zdobyty Szczecin, mianować prezydenta miasta, sformować zarząd miejski, przygotować kwatery dla Urzędu Wojewódzkiego. Borkowicz

Otrzymał propozycję zajęcia stanowiska prezydenta. Wyraził zgodę i wraz z kpt. Jaśkiewiczem wyruszył w drogę przez Piłę do Szczecina.

### Szczecin

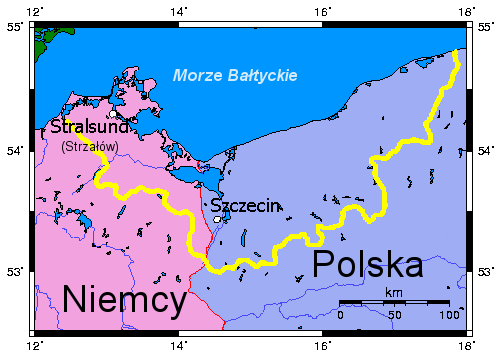
Granica dawnej prowincji Pomorze i dzisiejszy przebieg granicy polsko-niemieckiej.
W okresie, gdy Piotr Zaremba objął funkcję prezydenta Szczecina (rok 1945) „granica polsko-niemiecka” nie istniała. Była zmienną linią, oddzielającą ziemie nazywane „oddanymi pod administrację” powojennej Polsce od radzieckiej strefy okupacyjnej w Niemczech. Jej przebieg wytyczano z udziałem aliantów zachodnich. W Szczecinie istniał równocześnie zarząd polski (popierany przez ZSRR) i niemiecki (popierany przez aliantów zachodnich).

#### Pierwszy prezydent miasta (1945–1950)
Wytyczanie granicy
28 kwietnia 1945 roku, po noclegu w Pile, kpt. W. Jaśkiewicz i inż. P. Zaremba wyjechali do Szczecina samochodem z biało-czerwonym proporczykiem. Z prawobrzeża prowadziły do miasta mosty pontonowe nad Odrą Wschodnią i Zachodnią oraz drewniane mosty na palach, główne drogi były w wielu miejscach zaminowane, podmokłe pobocza – zniszczone. Zaremba zanotował m.in.:

Jedziemy jako pierwsi przedstawiciele władz polskich. Defekt w trzęsawisku – rura wydechowa zaczepiła o gałąź. Popychamy. Dalej jazda drogą drewnianą, znów wjazd na szosę. Jeszcze jeden strzaskany most. Zasieki – jedziemy „na ciepło” zaraz za frontem. Objazd lejów bombowych. Pierwsze domy Szczecina.

„Pierwsi przedstawiciele władz polskich” byli zdziwieni, że miasto było wyludnione. Nie wiedzieli, że Niemcy przygotowywali przekształcenie miasta w twierdzę – wszystkim mieszkańcom nakazano opuszczenie Szczecina, tworzono nowe magazyny materiałów wybuchowych, nie wszystkie oddziały niemieckiej armii zostały wycofane (pozostawiono m.in. grupy, których zadaniem było podpalanie miasta, kontynuacja niszczenia obiektów portowych itp.). Z ponad 300 tysięcy mieszkańców wśród ruin Szczecina zostało tylko ok. 6 tysięcy, wśród nich komuniści, ukrywający się przed nazistami w oczekiwaniu na nadejście Armii Czerwonej. Między nimi był Erich Wiesner, który w następnych miesiącach (oficjalnie do 5 lipca 1945) kierował administracją północnych i zachodnich dzielnic miasta, wówczas nienależących do Polski (niem. Stettiner Stadtverwaltung, Szczeciński Zarząd Miejski).

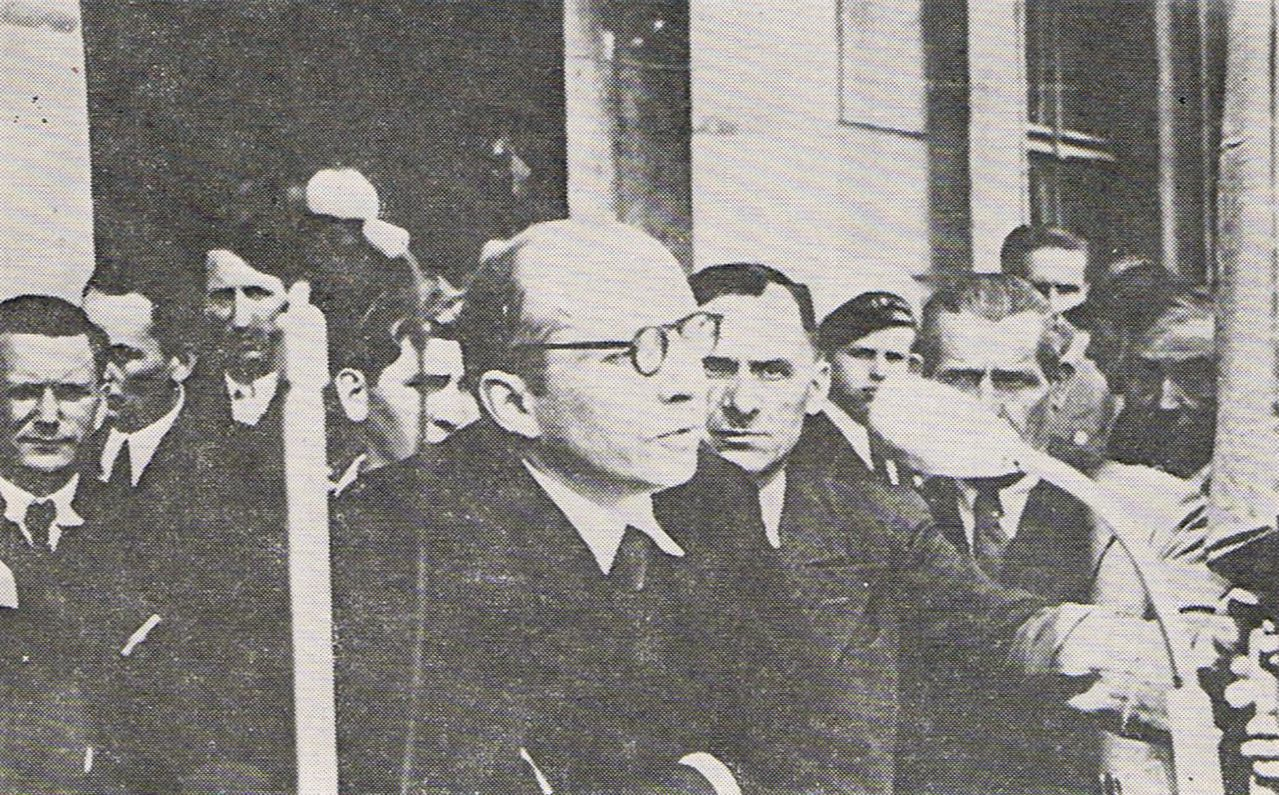
Prezydent Piotr Zaremba podczas przemówienia w Poznaniu 13 maja 1945 zachęca Wielkopolan do osiedlania się w Szczecinie

Przejeżdżając przez „opustoszałą podmiejską wieś Gumieńce” (zob. Gumieńce jako jednostka administracyjna Szczecina) spotkali grupę Polaków z biało-czerwoną chorągwią, wędrujących do kraju z Pasewalku, gdzie przebywali na robotach przymusowych. Z wielkim zaskoczeniem przyjęli informację o celu podróży spotkanych rodaków, i że najbliższa siedziba polskich władz jest już bardzo blisko – w Stargardzie.

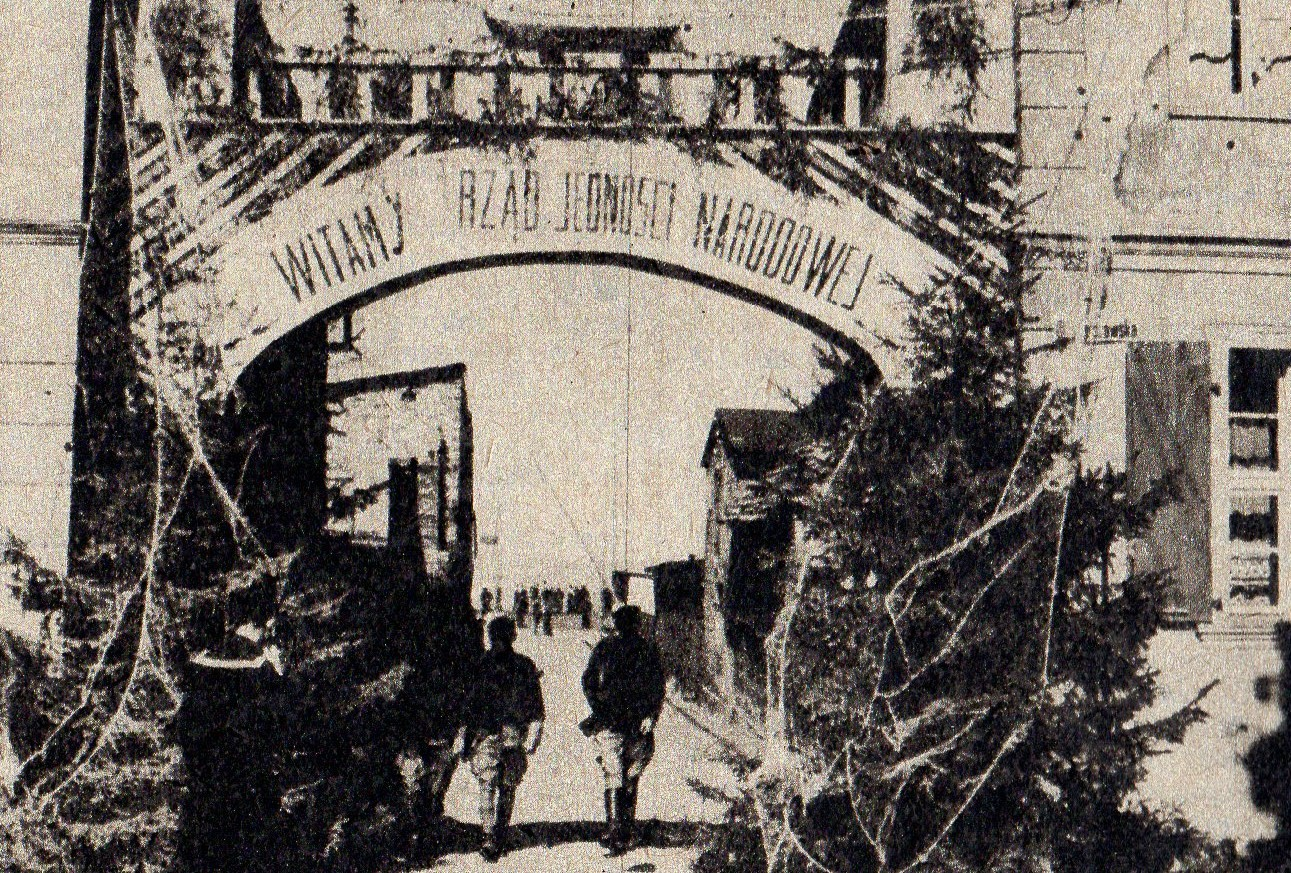
Brama Portowa w Szczecinie w 1945 roku z napisem Witamy rząd jedności narodowej

Korzystając z planu miasta, zamieszczonego na kartce wyrwanej z niemieckiej encyklopedii, z trudem odszukali zachowany historyczny gmach dawnej Rejencji szczecińskiej przy Hakenterrasse (Tarasy Hakena, zob. Hermann Haken, Wały Chrobrego, budynek Urzędu Wojewódzkiego), 25 kwietnia opuszczony przez ostatniego gauleitera Szczecina i Pomorza Schwedego-Coburga. Uznali, że jest to budynek odpowiedni na siedzibę polskich władz. Z trudem odszukali siedzibę wojennego komendanta miasta przy ul. Małopolskiej 15. Oczekiwał ich płk. Aleksandr A. Fiedotow, przebywający w Szczecinie od kilku godzin.
A.A. Fiedotow wyraził zdziwienie z powodu przyjazdu jednego cywila z oficerem – spodziewał się silnego oddziału milicji, kilku plutonów straży pożarnej i fachowców do obejmowania urządzeń komunalnych. Poinformował też przybyłych o meldunkach, że w mieście znajdują się luźne grupy Polaków, uwolnionych wcześniej z pobliskich obozów. Piotr Zaremba oficjalnie oświadczył (przedstawiając pisma uwierzytelniające), że od tej chwili – od 28 kwietnia 1945 roku, godzina 1415 – władzę cywilną w Szczecinie obejmują władze polskie, działające w imieniu pełnomocnika rządu na okręg Pomorza Zachodniego. Wspólnie ustalono, że władze polskie zajmują trzy gmachy przy Hakenterrasse – późniejsze budynki Urzędu Wojewódzkiego, Muzeum Pomorza Zachodniego i Wyższej Szkoły Morskiej (poza nimi – zachowany gmach przy ulicy Małopolskiej, przeznaczony dla polskich organów bezpieczeństwa). Piotr Zaremba przyjechał do Szczecina ponownie 30 kwietnia, tym razem z kilkudziesięcioosobową ekipą. Z tego dnia pochodzi pierwszy urzędowy dokument:

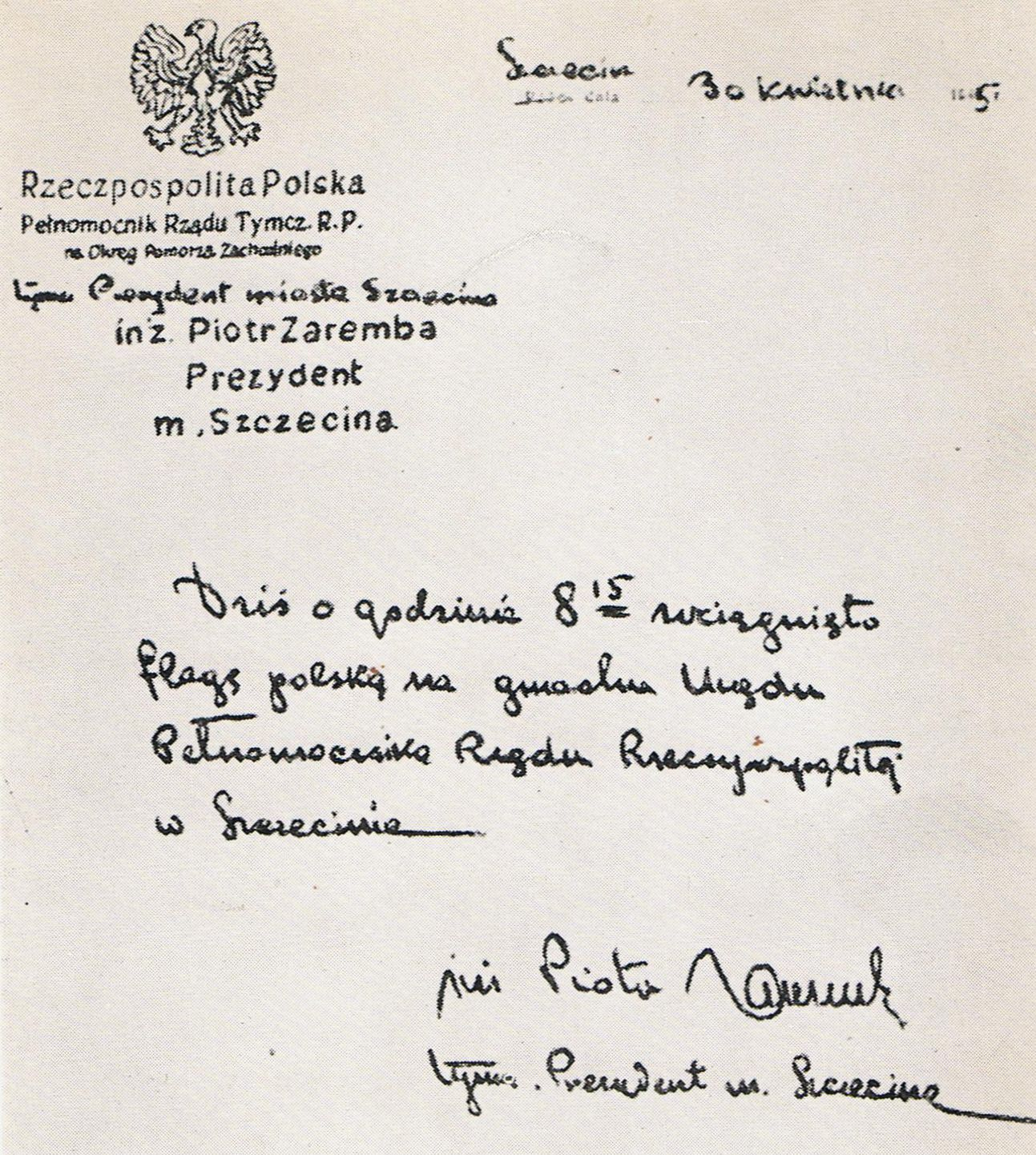
Fotokopia raportu wysłanego ze Szczecina 30 kwietnia 1945 r.

Dziś o godz. 815 wciągnięto flagę polską
na gmachu Urzędu Pełnomocnika Rządu Rzeczypospolitej w Szczecinie

inż. Piotr Zaremba

tymcz. Prezydent m. Szczecina

Dokument – napisany ręcznie – jest opatrzony godłem państwowym. Datę poprzedza wymowna informacja o miejscu jego wydania – wydrukowany napis „Piła” został ręcznie skreślony. Ponad nim napisano „Szczecin”. Nad pieczęcią o treści „inż. Piotr Zaremba, Prezydent m. Szczecina” ręcznie dopisano „tymcz. prezydent Miasta Szczecina”.

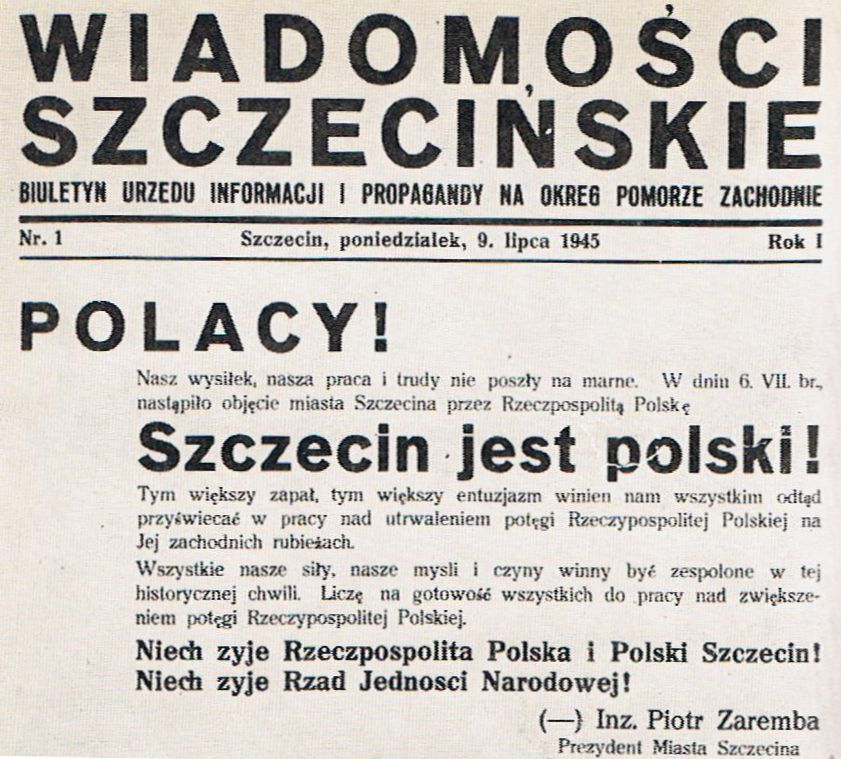
Fragment pierwszego numeru, pierwszej polskiej gazety w Szczecinie

Oficjalnie pilski urząd wojewódzki przeniósł się na lewy brzeg Odry 8 maja, wraz z przyjazdem do miasta ppłk Leonarda Borkowicza. W pierwszym numerze „Wiadomości Szczecińskich”, który wydano 9 lipca 1945 – po krymskiej konferencji wielkiej trójki, lecz przed rozpoczęciem konferencji poczdamskiej (zob. stanowisko polskich władz) – zamieszczono odezwę

Polacy!
Nasz wysiłek, nasza praca i trudy nie poszły na marne. W dniu 6 VII br. nastąpiło objęcie miasta Szczecina przez Rzeczpospolitą Polską. Szczecin jest polski! Tym większy zapał, tym większy entuzjazm winien nam wszystkim odtąd przyświecać w pracy nad utrwaleniem potęgi Rzeczypospolitej na Jej zachodnich rubieżach. Wszystkie nasze siły, nasze myśli i czyny winny być zespolone w tej historycznej chwili. Liczę na gotowość wszystkich do pracy nad zwiększeniem potęgi Rzeczypospolitej Polskiej.

Niech żyje Rzeczpospolita Polska i Polski Szczecin! Niech żyje Rząd Jedności Narodowej.

inż. Piotr Zaremba, Prezydent Miasta Szczecina

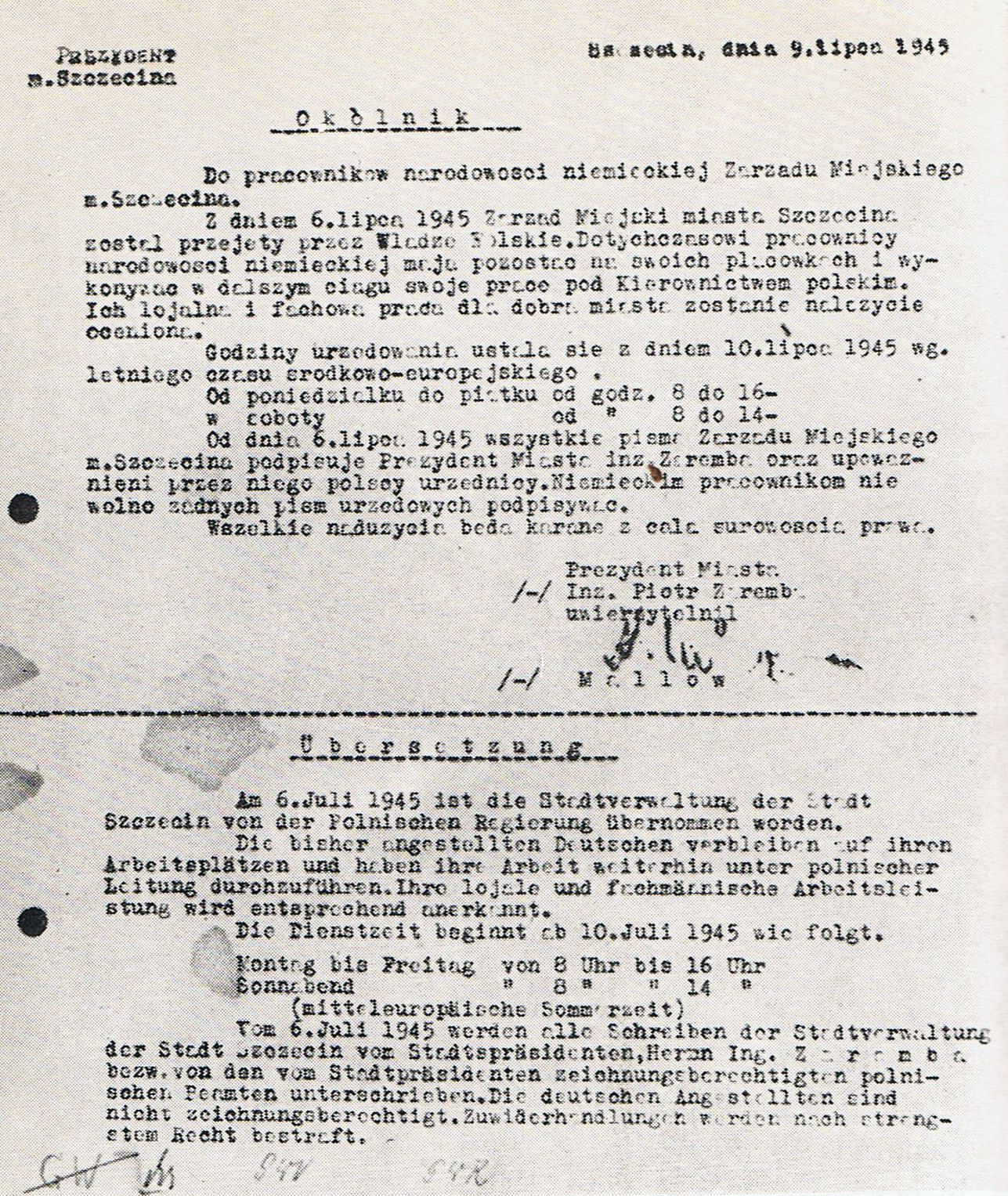
Okólnik z 9 lipca 1945, podpisany przez Piotra Zarembę, o przejęciu Zarządu Miejskiego przez władze polskie

W Poczdamie wschodnia granica Niemiec nie została ostatecznie ustalona – pozostał niepewny nie tylko los ziem, leżących po zachodniej stronie Odry, lecz całej „granicy na Odrze i Nysie”.
Na konferencji nie podjęto decyzji dotyczących „ziem oddanych pod polską administrację”, w tym Szczecina – miały być podjęte na planowanej konferencji pokojowej, która nie odbyła się. O wytyczeniu granicy polsko-niemieckiej na zachód od Szczecina i Świnoujścia zdecydował Stalin. Dokument o delimitacji granicy – niezgodnie z prawdą powołujący się na „ustalenia konferencji poczdamskiej” – podpisali 21 września 1945 roku w Schwerin:
- gen. Iwan Chabarow, w imieniu marszałka marsz. Gieorgija Żukowa,
- ppłk Leonard Borkowicz, w imieniu Tymczasowego Rządu Jedności Narodowej
- inż. Piotr Zaremba – prezydent Szczecina

Winston Churchill dostrzegł w tym początek żelaznej kurtyny.
Działania Zarządu Miasta w „Kopalni Szczecin”

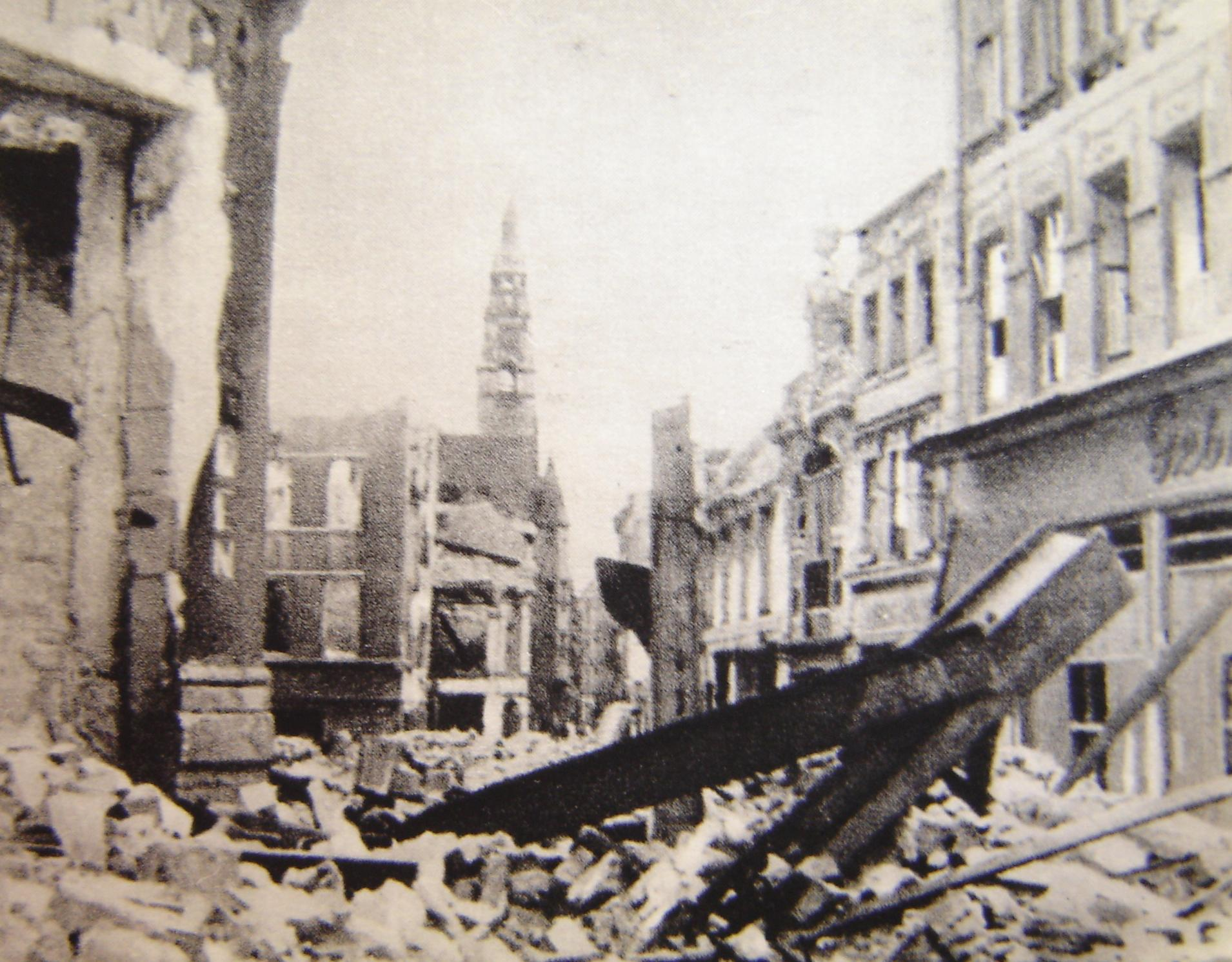
Propagandowe hasło „Cały naród buduje swoją stolicę” było narzędziem nacisku, aby uznać Szczecin, zbombardowany w roku 1944, za dostawcę cegieł dla odbudowywanej Warszawy

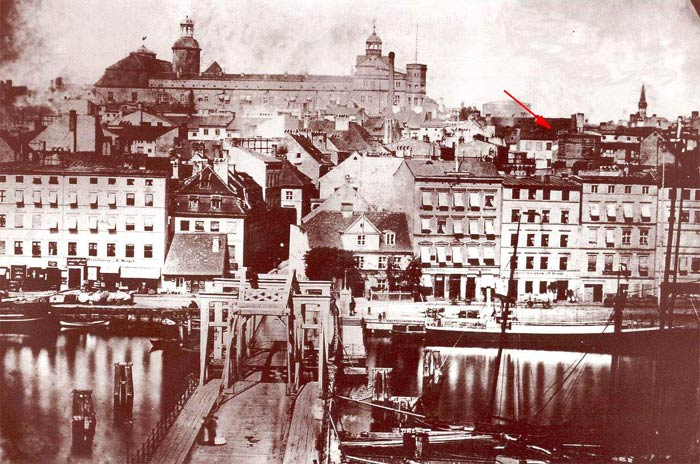
Piotr Zaremba starał się ochraniać i odnawiać zabytki miasta, jednak planował rezygnację z odtwarzania XIX-wiecznej zabudowy nabrzeża Odry na rzecz realizacji perspektywicznej wizji urbanistycznej (odsłonięcie zabytków, otwarcie widoku na Odrę i port).

Tymczasowa Rada Miejska obradowała początkowo w byłej sali sejmu niemieckiej prowincji pomorskiej, w jednym ze skrzydeł dzisiejszego budynku Urzędu Miasta (późniejszej sali Filharmonii Szczecińskiej). Protokoły posiedzeń sporządzała Janina Szczycińska, pisząc na niemieckiej maszynie do pisania, na odwrocie dokumentów hitlerowskiego gauleitera Schwedego-Coburga. Zachował się m.in. protokół z posiedzenia w 1946 roku, w czasie którego prezydent Zaremba (wchodził w skład rady jako „bezpartyjny”) wyliczał wydatki miasta: „500 tysięcy na usunięcie ruin domów grożących zawaleniem, 100 tysięcy na remont zniszczonych słupów tramwajowych i usunięcie zwisających przewodów, 800 tysięcy na usunięcie powalonych drzew i ekshumacje wojennych mogił w centrum miasta, a 300 tysięcy na usunięcie zapór przeciwczołgowych i zwalonych pomników niemieckich”. W protokołach znajdują się też różnorodne wzmianki o codziennych szczecińskich problemach, np. o zbiorach w muzeum przy Wałach Chrobrego, które ulegają zniszczeniu lub giną na skutek włamań marynarzy sowieckich i innych „czynników niepowołanych” lub o bardzo niskim poziomie bezpieczeństwa w północnych dzielnicach miasta (np. Stołczyn zamieszkiwało wówczas 11 tysięcy Niemców, ochranianych przez sześciu milicjantów). Przez kilka miesięcy na posiedzenia Rady powracała sprawa jeńców niemieckich, którzy idąc do pracy pod strażą radzieckich żołnierzy śpiewali pieśni hitlerowskie (kilkukrotne interwencje prezydenta i wojewody L. Borkowicza były nieskuteczne). Dyskutowano również o konieczności zachęcania Polaków (m.in. wielu repatriantów z Wileńszczyzny i innych części Kresów Wschodnich) do osiedlania się na stałe w Szczecinie (atmosfera niepewności granic nie skłaniała do takich decyzji). Bardzo aktywny w tym zakresie był wojewoda Borkowicz, któremu udało się zachęcić do zamieszkania w Szczecinie Konstantego Gałczyńskiego, Jerzego Andrzejewskiego, Edmunda Osmańczyka, Witolda Wirpszę, Franciszka Gila i wielu innych.
Trudnym zadaniem polskiej administracji, działającej pod kierownictwem Piotra Zaremby, była inwentaryzacja zniszczeń miejskiej infrastruktury. Stwierdzono m.in., że zniszczeniu uległy 54 mosty i wiadukty oraz 8,4 tys. budynków (> 60%). Wśród zinwentaryzowanych 6,3 tys. posesji było tylko 32,5% nieuszkodzonych. Niepewność granic sprawiała, że szczecińskie ruiny władze centralne traktowały jako „kopalnię cegieł” dla stolicy i innych miast. Prezydent zabiegał o zmniejszenie obowiązujących dostaw u Stanisława Tołwińskiego (prezydenta Warszawy, swojego przyjaciela), jednak bezskutecznie.
Prezydent miasta był równocześnie dyrektorem Biura Planowania Regionalnego, naczelnikiem Wydziału Komunikacyjno-Budowlanego w Urzędzie Pełnomocnika Rządu oraz konsultantem Miejskiej Pracowni Urbanistycznej (1946–1954), Miastoprojektu i Szczecińskiego Przedsiębiorstwa Budownictwa Komunalnego. Podejmował liczne decyzje w sprawach prac rozbiórkowych, biorąc pod uwagę przyszły kształt przestrzenny miasta. Zabiegał o uruchomienie kształcenia kadr dla budownictwa – w 1946 roku współtworzył Wyższą Szkołę Inżynierską (od roku 1955 – Politechnika Szczecińska).

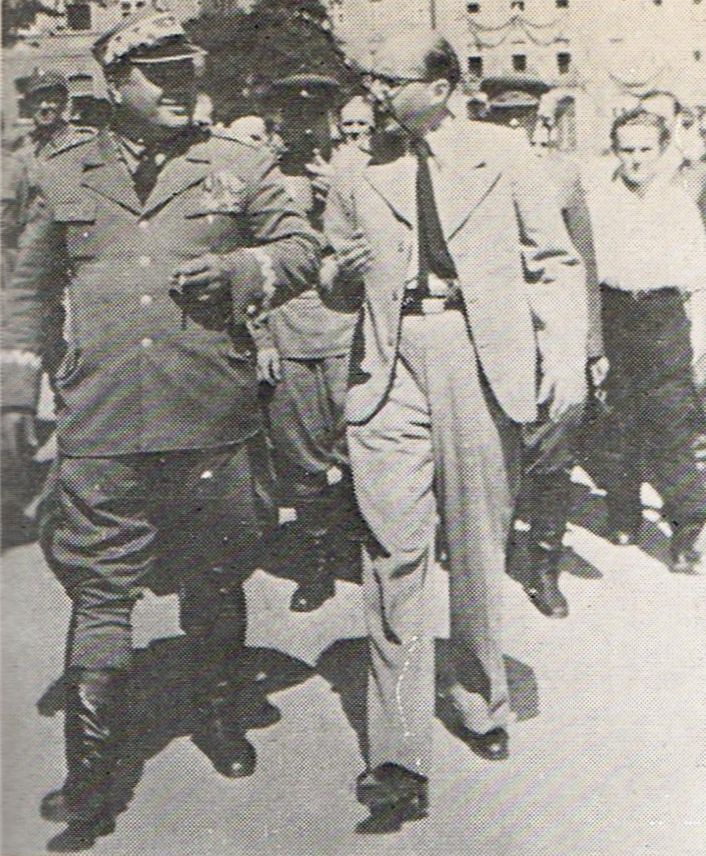
Piotr Zaremba i gen. Jan Mierzycan w drodze na uroczystości grunwaldzkie (15 lipca 1945 r.)

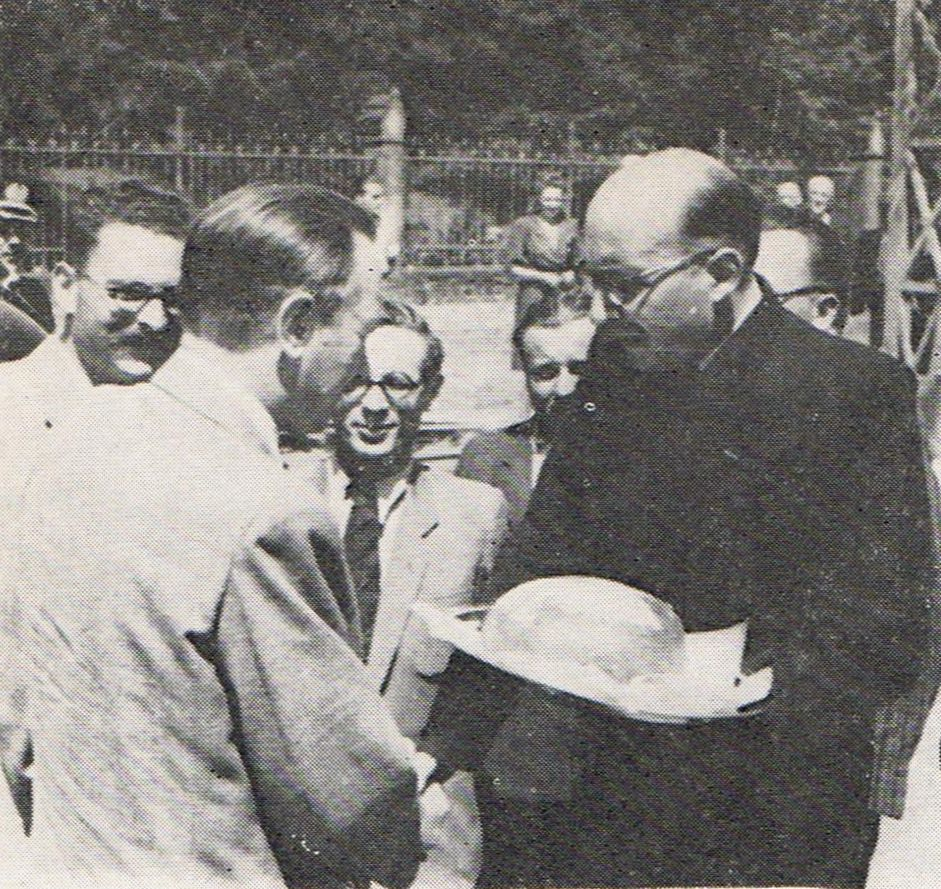
Piotr Zaremba wita Bolesława Bieruta podczas Święta Morza w Szczecinie w 1947 r.

Miarą sukcesów Piotra Zaremby i jego współpracowników z lat 1945–1947 jest m.in. zestawienie faktów:
- liczba mieszkańców wzrosła z 25 tys. w końcu 1945 roku do 132 000 w końcu 1947
- liczba dzieci, uczących się w polskich szkołach, wzrosła z 200 we wrześniu 1945 do 9200 we wrześniu 1947
- w końcu 1947 roku Szczecin mógł czerpać ponad milion m³ wody i uzyskiwać 980 000 m³ gazu z odbudowanej gazowni
- długość czynnych linii tramwajowych wzrosła z 12 km w końcu 1945 roku do 34 km w 1947 roku

Opinie Prezydenta Szczecina w sprawach dotyczących jego rozwoju nie zawsze były uwzględniane (trudności narastały). Zachowaniu możliwości zarządzania miastem sprzyjało wstąpienie w 1947 roku do PPR (po kongresie Zjednoczeniowym PP i PPS stał się automatycznie członkiem PZPR). Mimo że uważano go za „politycznie klasowo obcego”, apolitycznego – za typowego „przedwojennego prezydenta” (określenia z opinii służbowej z 1951 roku) – w latach 1962–1979 był członkiem Komitetu Wojewódzkiego PZPR w Szczecinie. Sojusznikiem Zaremby w staraniach o zachowanie niezależności był Leonard Borkowicz. Ochraniał on prezydenta również przed represjami, grożącymi mu z powodu kontaktów z bratem Pawłem, działaczem antykomunistycznym na Zachodzie.
Koncepcje urbanistyczne
Wraz ze szczecińskimi urbanistami Piotr Zaremba opracowywał koncepcje planistyczne, oparte na wiedzy na temat rozwoju wielkich aglomeracji miejskich, takich jak Szanghaj lub Kanton. Realizacja napotykała poważne trudności (władze przyznawały pierwszeństwo takim miastom, jak Warszawa, Gdańsk, Wrocław). Wymieniane są np.:
- projekt przeprowadzenie estakad ponad portem i wyprowadzenie głównej drogi wjazdowej do miasta w pobliżu stoczni (w oś ulicy Emilii Plater)
- koncepcja wyburzenia nadodrzańskiej części Starego Miasta i przeprowadzenie jednej z głównych arterii komunikacyjnych wzdłuż Odry (Arteria Nadodrzańska, która miała obsługiwać ruch z Polic w kierunku Gryfina)[25][27]
- budowa przeprawy mostowej z Nowego Warpna w kierunku wyspy Uznam (ok. 6 km)
- budowa Szybkiej Kolei Miejskiej od Polic do Stargardu

Koncepcja stworzenia Arterii Nadodrzańskiej do dzisiaj budzi kontrowersje. Piotr Zaremba wyrażał swoją gorycz z powodu formułowanych brutalnych zarzutów m.in. słowami

Nie zgadzam się z twierdzeniem, że arteria spowodowała odwrócenie miasta od rzeki. Wręcz przeciwnie szerokie, zadrzewione pasmo bulwaru pozwoli na stworzenie wzdłuż Podzamcza nowej nadrzecznej fasady miasta. […] Nieprawdą jest bym jako prezydent miasta Szczecina powziął decyzję o zrównaniu Podzamcza z ziemią. Twierdzenie, że tym samym miałbym przyczynić się do barbarzyńskiego zniszczenia dzielnicy jest więcej niż nieprawdą – jest zniewagą.

Po latach atmosferę pionierskiego okresu polskiego Szczecina opisywał m.in. Stefan Bratkowski (Wprost 2004) w artykule zatytułowanym Ziemie obiecane. Prawdziwa historia polskich ziem zachodnich.

Pionierzy nie rozpamiętywali krzywd, nie było czasu – żyli nowymi zadaniami. PPR-owski wojewoda Szczecina, były major milicji Leonard Borkowicz, popierał wspaniałego pioniera, pierwszego prezydenta Szczecina, urbanistę Piotra Zarembę, sprzyjał idei inżyniera Kędzierskiego, by Odrę uczynić wielkim szlakiem żeglugi śródlądowej (Borkowicza potem odesłano do Pragi, Zarembę w 1950 r. usunięto, Kędzierskiego zamknięto i torturowano).

Stanowisko Prezydenta Miasta zostało zlikwidowane w roku 1950, po wejściu w życie Ustawy z 20 marca 1950 roku o terenowych organach jednolitej władzy państwowej; Dz.U. Nr 14, poz. 130 (zniesienie samorządów terytorialnych, działających początkowo na podstawie dekretu z 23 listopada 1944 roku o organizacji i zakresie działania samorządu terytorialnego; Dz.U. Nr 14, poz. 74).
Po wielu latach Piotr Zaremba pisał:

Władze centralne miały nam za złe, że w 1945 roku samorzutnie zorganizowaliśmy w Szczecinie samorząd miejski oparty na wypróbowanym przed wojną systemie poznańskim – i że tej samorządności broniliśmy do 13 kwietnia 1950, gdy został uchwalony przez Sejm radziecki system administracji miast.
Broniąc szczecińskiego samorządu nie dopuściłem do upaństwowienia przedsiębiorstw miejskich, zarządu budynków mieszkalnych, gospodarstw i lasów miejskich. Sprzeciwiłem się likwidacji miejskiej pracowni urbanistycznej, składnicy map i planów, archiwum miejskiego, miejskiego biura pomiarów, miejskiego zarządu wód i nabrzeży odrzańskich. Miałem w tym pełne poparcie Rady Miejskiej i organizacji społecznych. 

#### Nauczyciel akademicki, naukowiec, współtwórca Politechniki Szczecińskiej
Piotr Zaremba prowadził wykłady na „swojej” uczelni – w szczecińskiej Szkole Inżynierskiej – już od roku 1948. Był zatrudniony jako profesor kontraktowy i kierownik Katedry Budowy Miast i Osiedli do 1952 roku. W tymże roku otrzymał stopień doktora na Wydziale Architektury Politechniki Warszawskiej. W latach 1953–1960 zajmował stanowisko profesora urbanistyki na Wydziale Architektury Politechniki Wrocławskiej.
W okresie od 1953 do 1959 roku wielokrotnie przebywał za granicą, m.in. przez trzy lata w Korei Północnej (kierownik polskiej Grupy Urbanistycznej), Chinach (1954–1956 – wykładowca na Uniwersytecie Tsinghua w Pekinie) i Wietnamie. Jako ceniony w świecie specjalista w dziedzinie urbanistyki współpracował z ONZ i UNESCO. Tytuł profesora nauk technicznych został mu nadany w roku 1954.
Do „swojej uczelni” (od roku 1955 – Politechniki Szczecińskiej) Piotr Zaremba wrócił w roku 1960, obejmując funkcję kierownika Katedry Budowy Miast i Osiedli na Wydziale Budownictwa Lądowego i Wodno-Melioracyjnego, w roku 1969 przemianowanym na Wydział Budownictwa i Architektury („reaktywacja architektury”). Pełnił tę funkcję do roku 1970. W latach 1971–1980 był dyrektorem Instytutu Architektury i Planowania Przestrzennego. W roku 1967 został członkiem korespondentem, a w roku 1977 – członkiem rzeczywistym PAN.
Zajmował stanowiska:
- dziekana Wydziału Inżynierii Lądowej i Wodnej (1960–1962 i 1965–1967)
- rektora Politechniki Szczecińskiej (1962–1965)
- kierownika Międzynarodowego Podyplomowego Studium Urbanistyki i Planowania Regionalnego (od 1965)

W 1980 roku przeszedł na emeryturę, nie przerwał jednak pracy na uczelni. W kwietniu 1982 został powołany przez Prezesa Rady Ministrów w skład 26-osobowej Konsultacyjnej Rady Gospodarczej pod przewodnictwem prof. Czesława Bobrowskiego. W roku 1985 był przewodniczącym Komitetu Organizacyjnego Uniwersytetu Szczecińskiego. Pełnił funkcję promotora prac doktorskich:
- 1985–1990 – Suwattan Thadaniti, Zmiany sposobu użytkowania obszarów rolnych na obrzeżu miast dużych na przykładzie Bangkoku,
- 1989–1991 – Tadeusz Edward Palmowski, Przestrzenne kształtowanie nadmorskich układów osadniczych ze szczególnym uwzględnieniem małych miast portowych

## Publikacje
Piotr Zaremba jest autorem ponad 250 opublikowanych prac (książki, artykuły naukowe i popularyzacyjne, monografie i rozprawy), w tym m.in. „Dziennik wydarzeń i dokumenty historyczne. Szczecin 1945 – 1950” (XV tomów, 3077 stron) oraz książki:

- 1946 – Polska flaga w Szczecinie
- 1946 – Polski Szczecin. Rys historyczny Pomorza Zachodniego. Chronologiczny przebieg wydarzeń w roku 1945–1946 (wspólnie z Cz. Piskorskim)
- 1965 – Urbanistyczny rozwój Szczecina (wspólnie z H. Orlińską)
- 1966 – Pierwszy szczeciński rok 1945
- 1967 – Problemy przyszłości miast dużych
- 1970 – Szczecińskie lata 1946–1948
- 1974 – Szczecińskie lata 1948–1950
- 1974 – Urbanizacja Polski i środowisko człowieka
- 1977, 1980 – Wspomnienia prezydenta Szczecina 1945–1950
- 1980 – Pierwsze poznańskie dni 1945 roku; styczeń–marzec
- 1986 – Kronika Miasta Szczecina 1984
- 1986 – Walka o polski Szczecin
- 1986 – Urban Ecology in Planning
- 1986 – podręcznik planowania urbanistycznego i regionalnego dla planistów chińskich. Wydanie I w języku chińskim. Ministerstwo Budowy Miast i Osiedli Wiejskich oraz Ochrony Środowiska ChRL. Pekin 1986 (wspólnie z W. Pęskim i P. Zarembą jr)

1996 – Dziennik 1945
Spośród opracowań dotyczących kształtowaniu środowiska zurbanizowanego są wymieniane:

- 1946 – Planowanie zieleni krajobrazu
- 1960 – Małe miasto i strefa jego wpływu (wspólnie z A. Morawskim i B. Sekułą)
- 1962 – Urbanistyka miast portowych
- 1965 – Urbanistyczny rozwój Szczecina (wspólnie z H. Orlińską)
- 1967 – Problemy przyszłości miast dużych
- 1976 – Planowanie przestrzenne w kształtowaniu środowiska zurbanizowanego
- 1974 – Urbanizacja Polski i środowisko człowieka (wspólnie z W. Pęskim i B. Sekułą)
- 1976 – Kryteria rozwojowe obszarów nadmorskich Polski (wspólnie z L. Czernikiem, K. Mieszkowską i W. Pęskim)
- 1981 – City management
- 1986 – Urban Ecology in Planning
- 1992 – Moyens d’apaiser le conflicts ecologiques

## Odznaczenia i wyróżnienia
Odznaczony m.in.:

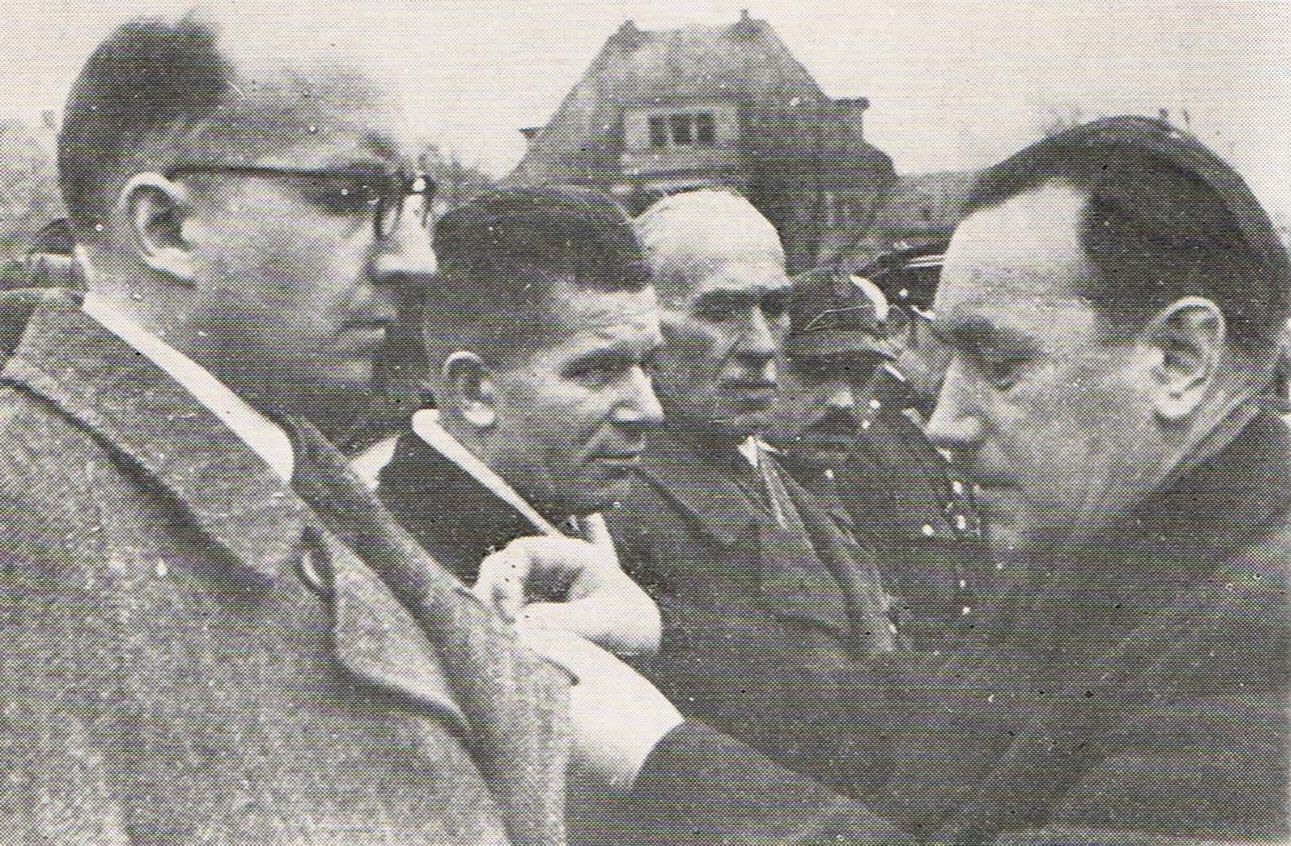
Bolesław Bierut dekoruje Piotra Zarembę Orderem Odrodzenia Polski podczas obchodów pierwszej rocznicy wyzwolenia Szczecina

- Orderem Budowniczych Polski Ludowej (1972)[34]
- Krzyżem Oficerskim i Kawalerskim Orderu Odrodzenia Polski
- Orderem Sztandaru Pracy II klasy
- Medalem 40-lecia Polski Ludowej (1984)[35]

15 listopada 1989 roku Politechnika Poznańska przyznała mu tytuł doktora honoris causa.
W 1987 otrzymał Nagrodę im. Ludwika Waryńskiego za pracę "Walka o polski Szczecin" (ZN Ossolińskich, 1986)

## Wspomnienia i upamiętnienie

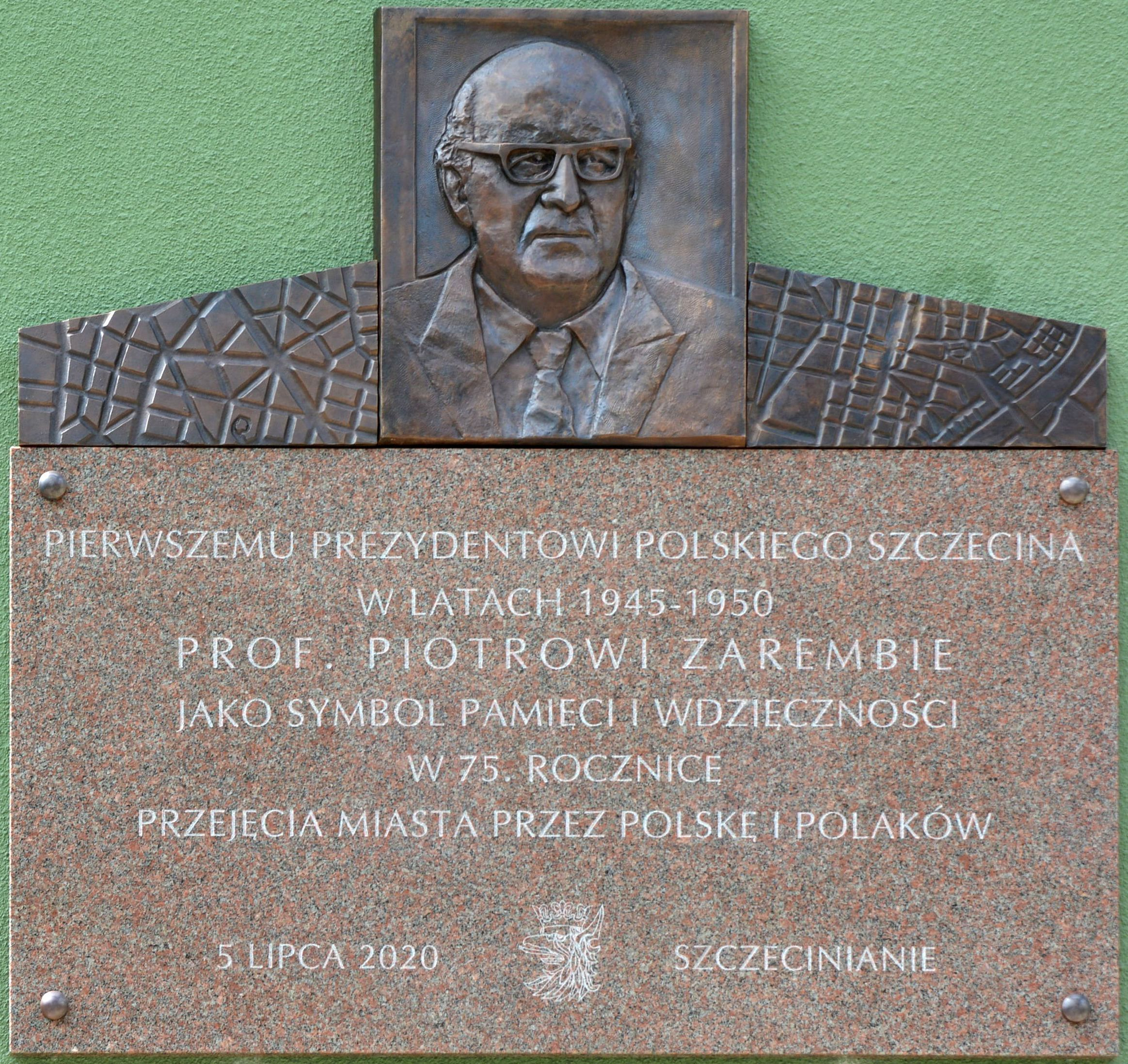
Tablica poświęcona Piotrowi Zarembie na gmachu Urzędu Miejskiego w Szczecinie

Żegnając zmarłego metropolita szczecińsko-kamieński, Marian Przykucki powiedział:

… z uczuciem wielkiej wdzięczności dziękujemy Bogu za wszystko, co zrobił świętej pamięci Profesor dla naszego miasta (…). Mimo zwątpień działał, umiał działać (…). Należy wspomnieć wielkie zasługi dla życia intelektualnego miasta (…). Świętej pamięci profesor Piotr Zaremba jest opoką polskości Szczecina.

Imię Piotra Zaremby nosi wybudowana w latach 1978–1996 Trasa Zamkowa w Szczecinie.
W roku 1999 pierwszy prezydent polskiego Szczecina zajął pierwszą pozycję na liście „Szczecinianie Stulecia”, stworzonej na podstawie wyników plebiscytu Gazety Wyborczej (wyd. szczecińskie), Polskiego Radia Szczecin i TVP3 Szczecin, uzyskując 8180 głosów. Uzyskał znaczną przewagę nad następnymi na tej liście: Hermannem Hakenem (6694), Friedrichem Ackermannem (4102), Aleksandrem Wolszczanem (2996), Kazimierzem Majdańskim (2904) i Konstantym Maciejewiczem (2088). Zajął również pierwsze miejsce w konkursie „Pomorzanin Naszych Czasów”, zorganizowanym przez Głos Szczeciński.
Biografie Piotra Zaremby, napisane przez dwóch współpracowników (Stanisław Latour i Wojciech Pęski) ukazały się w czasopiśmie PAN Nauka. Biogram, umieszczony w Centrum Dialogu „Przełomy”, wywołał gorącą polemikę.
Imię prof. Piotra Zaremby nosi Liceum Społeczne w Dziwnowie (województwo zachodniopomorskie).

## Życie prywatne
Ożenił się 3 kwietnia 1945 roku (imię żony – Barbara). Młodszy syn (Paweł) został architektem. Wnukiem jest Krzysztof Zaremba – polityk.
Pozasłużbową pasją Piotra Zaremby była filatelistyka (uczestniczył w wystawach zagranicznych, otrzymywał dyplomy).
Zmarł 8 października 1993 w Szczecinie. Pochowany został na cmentarzu Centralnym w Szczecinie (kwatera 31b).